# Дуодецима
Дуоде́цима (лат. duodecima — двенадцатая) — музыкальный интервал из 19 ступеней (полутонов). Рассматривается как сумма октавы и квинты, или как квинта через октаву (древнее название — diapason cum diapente — октава с квинтой). Пример — «до» первой октавы — «соль» второй октавы.
Как и квинта, может быть чистой, уменьшенной и увеличенной. В европейской теории музыки чистая дуодецима классифицируется как совершенный консонанс, поскольку частота звука верхнего и нижнего тонов относится как 3/1.

## Разновидности
- Чистая дуодецима — содержит 9 с половиной тонов (ч. 12)
- Уменьшенная дуодецима — содержит 9 тонов (ум. 12)
- Увеличенная дуодецима — содержит 10 тонов (ув. 12)

## Использование
Дуодецима (тритава) используется как основной интервал в некоторых музыкальных строях, в которых используется как основа гаммы вместо октавы. Такие равномерно темперированные строи называются ED3 или EDT (equal division of tritave). Простейший пример такого строя — 19EDT — энгармонически почти равен общепринятому «октавному» строю 12EDO, октава в нём равна 1201,2 центу.